# 머더 프린세스
《MURDER PRINCESS》(일본어: マーダープリンセス, 한국어: 머더 프린세스)는 미디어웍스에서 발간되었던 이누이 세키히코의 만화 작품. 또는 이것을 원작으로 한 OVA. 대한민국의 경우 원작 만화는 대원씨아이에서 전 2권이 완결이 되었으며, OVA의 경우 애니맥스를 통하여 2008년 4월 중 방영하였다.

## 줄거리
왕국의 과학자 '아카마시'에 의해 쿠데타가 발발한 포랜드 왕국. 그 왕국의 공주 '아리타'는 쿠데타 세력의 습격에서 도망치기 위해 정든 성을 뒤로 한 채, 숲 속으로 도망친다. 한편, 현상금 사냥꾼인 '파리스'도 몬스터를 사냥해가며 그 숲에 이른다.
그러다 둘은 우연찮게 만났고, 파리스를 본 아리타는 그녀에게 도움을 요청하고자 하지만, 그 순간 세게 부딪치면서 그 반동으로 발 밑의 절벽으로 함께 굴러 떨어지고 만다.
그리고 정신을 차린 아리타와 파리스... 불운인지 행운인지 알 수 없지만 둘은 영혼이 뒤바뀌었음을 깨닫게 된다. 자신의 모습을 하고 있는 아리타로부터 나라를 지켜달라는 부탁을 받은 파리스는 공주로서 나라를 지키기로 결심하고, 결국 사상 최강의 학살공주, 이름하여 "머더 프린세스(Murder Princess)"가 탄생하게 되는데...

## 등장인물
(※성우는 '일본 방송판/국내 위성방송판' 순이며, 인물에 대한 설명은 애니의 내용과 만화의 내용, 인터넷에 나온 내용을 바탕으로 저술됨.)
아리타 포랜드(アリタ·フォーランド)
성우 - 박로미/배정미
닥터 아카마시에 의한 쿠테타에 의해 사망한 포랜드 국왕의 딸. Dr.아카마시의 습격으로부터 도망 중에 우연히 만난 파리스와 죽음의 순간을 함께 한 것 때문에 수혼의 법의에 의하여 혼이 바뀌어버리고 만다.(원작의 경우 도망중이던 아리타가 나무뿌리에 걸려 언덕 아래로 떨어지면서 우연히 아래에 있던 파리스와 서로 머리가 부딪혀 혼이 뒤바뀐다.)그리고 자신의 모습을 한 파리스에게 자신의 몸을 담보로 자신의 나라를 구해달라고 부탁한다. 그리고 이후 자신을 대신해, 왕위를 이어 받아 나라를 지켜달라고 부탁한다.
그리고 자신은 파리스의 몸으로, '밀라노 엔트라시아'의 이름을 갖고 (공주로 변한)파리스의 직속시녀로 살게 된다.
파리스(プァリス)
성우 : 박로미/이명선
용을 죽이고, 사신까지 복종시켰다는 사상 최고로 강하다는 현상금 사냥꾼. 아리타와 혼이 바뀌는 불행을 겪게 되어 아리타의 모습을 갖게 된다. 아리타의 부탁으로, 아카마시의 쿠데타를 제압하고, 아리타를 대신하여 왕위를 계승하여 왕녀가 된다. 이후 테오리아를 얻으려는, 아카마시 일당과 세실리아와 검은 기사 일당의 계획을 저지한다.
(그녀가 들고 다니는 칼의 이름은 '히메즈루'라고 불리는 카타나로, 이 역시 현 세계보다 더 옛날인 고대의 무기라 한다. 또한 그녀가 쓰는 검술은 현 세계의 기사들이 쓰는 검술과 사뭇 다르다고 함.)
도미니코흐(ドミニコフ)
성우 - 야오 카즈키/안장혁
파리스를 마스터라 부르며 복종하는, 라이더 복장 차람의 현상금 사냥꾼. 원래는 사신(애니에선, 과거 문명의 로스트 테크롤로지로 만들어진 병기라고 나옴.)이었지만, 파리스에게 굴복하면서 전직했다고 한다.
사신답게 커다란 낫을 무기로 사용하며, 오토바이를 타고 다닌다.
피트 암스트롱(ピート·アームストロング)
성우 - 타카세 아키미츠/방성준
자주색 피부를 가진, 락커 느낌이 나는 복장을 입은 거한으로 프랑켄슈타인을 연상시키는 파리스의 부하인 현상금 사냥꾼. 전투시엔 자신의 괴력을 사용해 싸운다. (애니에선, 과거 문명,로스트 테크롤로지로 만들어진 병기였음.)
겉모습은 무섭지만 의의로 마음씨는 무척 착함.
죠드 엔트라시아(ジョドォ·エントラシア)
성우 - 이시모리 탓코우/최석필
포랜드 왕국의 집사. 깐깐한 성격 때문에 아리타 공주(의 모습을 한 파리스)로 인해 여러모로 속을 썩히고 있다.
아카마시(アカマシ)
성우 - 츠치다 히로시/이원찬
왕국의 과학자이면서, 포랜드 왕가에서 지니고 있던 로스트 테크놀로지를 이용하여 쿠테타를 일으킨 주모자. 그는 '테오리아'를 손에 넣기 위해 이번 일을 공모했다고 함.
하지만 그 역시 세실리아의 계획인 '테오리아'를 얻기 위한 도구에 지나지 않았으며, 결국은 검은 기사의 손에 죽음을 맞는다.
아나(アナ)
성우 - 사이토 치와/조현정
아카마시가 만들어낸 소녀형 인조인간. 적극적인 성격에 지기 싫어하는 성격을 지님.
처음엔 아카마시의 명령으로 파리스 일행을 위협했으나, 아카마시가 세실리아에게 죽임을 당하자 파리스 일행과 같이, 세실리아 일행과 맞서 싸운다.
유나(ユナ)
성우 - 사이토 치와/윤승희
아카마시가 만들어낸 소녀형 인조인간. 아나와는 쌍둥이 설정인 듯(묶은 머리 모양과 옷 색깔이 서로 다름). 아나와 달리 소극적인 성격이지만, 한 번 열을 받으면 꽤 무섭다고 함.
처음엔 아카마시의 명령으로 파리스 일행을 위협했으나, 아카마시가 세실리아에게 죽임을 당하자 파리스 일행과 같이, 세실리아 일행과 맞서 싸운다.
세실리아(セシリア)
성우 - 토요구치 메구미/임주현
테오리아를 노리는, 의문의 여마술사. 애니에선, 과거에 자신이 얻은 힘을 시험하고자 파리스가 살고 있던 마을과 그녀의 가족을 이유없이 학살하였다고 함. 이후 파리스의 손에 의해, 죽음을 맞이한다. 그러나 원작에선, 단순히 카이트를 도와 테오리아를 얻으려고 나올 뿐 파리스와의 악연이 있다고 나오진 않음.
카이트 포랜드(カイト·フォーランド)
성우 - 나미카와 다이스케/정재헌
포랜드 왕국의 왕자이자, 포랜드의 기사단장, 그리고 아리타의 오빠. 그리고 또 세실리아와 함께 행동하는 '검은 기사'이기도 함.
그는 썩어빠진 세계를 멸망시키려고 테오리아의 힘을 이용하려 한다. 그러나 파리스 일행에 의해 저지 당한다.(원작에선, 아리타의 손에 죽지만, 애니에선 파리스가 카이트에게 일격을 먹이지 않고 살려 준다.)
밀라노 엔트라시아(ミラノ·エントラシア)
성우 - 타카하시 마유코/정유미
애니에서만 등장하는 인물로, 죠드 엔트라시아의 손녀로 아리타 공주 직속의 시녀. Dr.아카마시에 의한 쿠테타 때, 아리타 공주의 대역으로서 살해당하고 만다.

## 용어 설명
테오리아
'기억의 샘물', '지혜의 샘물', '아카식 레코드'라고도 불림. 로스트 테크놀로지 모든 것의 원천. 그 위력은 세계를 바꿀 만한 강력한 힘이라 하며, 그게 폭주할 시 문명은 끝이 난다고 함.
로스트 테크놀로지(Lost technology)
과거 고도로 발단한 문명의 기술들을 가리킴.

## 단행본

### 대한민국
| 권수                                         | 발매일                                       | ISBN                                         |                                              |
| 세키히코 이누이 'MURDER PRINCESS' 대원씨아이 | 세키히코 이누이 'MURDER PRINCESS' 대원씨아이 | 세키히코 이누이 'MURDER PRINCESS' 대원씨아이 | 세키히코 이누이 'MURDER PRINCESS' 대원씨아이 |
| -------------------------------------------- | -------------------------------------------- | -------------------------------------------- | -------------------------------------------- |
| 제1권                                        | 2008년 1월 15일                              | ISBN 978-89-252-2090-1                       |                                              |
| 제2권                                        | 2008년 2월 15일                              | ISBN 978-89-252-2237-0                       |                                              |

### 일본
| 권수                                                    | 발매일                                                  | ISBN                                                    |                                                         |
| 세키히코 이누이 'MURDER PRINCESS' 미디어웍스 <전격제왕> | 세키히코 이누이 'MURDER PRINCESS' 미디어웍스 <전격제왕> | 세키히코 이누이 'MURDER PRINCESS' 미디어웍스 <전격제왕> | 세키히코 이누이 'MURDER PRINCESS' 미디어웍스 <전격제왕> |
| ------------------------------------------------------- | ------------------------------------------------------- | ------------------------------------------------------- | ------------------------------------------------------- |
| 제1권                                                   | 2005년 9월 27일                                         | ISBN 978-48-4023-160-2                                  |                                                         |
| 제2권                                                   | 2007년 2월 27일                                         | ISBN 978-48-4023-784-0                                  |                                                         |

### 각 화의 부제
（단행본 제1권 수록）
- 제1화　MURDER PRINCESS
- 제2화　 REGAIN
- 제3화　 CORONATION
- 제4화　 SETTLEMENT
- 제5화　 a BOLT FROM

（단행본 제2권 수록）
- 제6화 CHAIN of SADNESS
- 제7화 CAUSE of EFFECT
- 제8화 PERSONS CONCERNED
- 제9화 THE TRUTH
- 제10화 THEORIA
- 제11화 EACH END

## OVA판
- MURDER PRINCESS DVD I (에이벡스 · AVBA-26181, 2007년 3월 28일 발매)
초회특전으로 DVD 전권 수납 박스 등 제공.
- MURDER PRINCESS DVD II (에이벡스 · AVBA-26182, 2007년 4월 25일 발매)
- MURDER PRINCESS DVD III (에이벡스 · AVBA-26183, 2007년 5월 30일 발매)
- MURDER PRINCESS DVD IV (에이벡스 · AVBA-26184, 2007년 6월 27일 발매)
- MURDER PRINCESS DVD V (에이벡스 · AVBA-26185, 2007년 7월 25일 발매)
- MURDER PRINCESS DVD VI (에이벡스 · AVBA-26186, 2007년 8월 29일 발매)

### 스탭
- 감독 : 쿠로카와 토모유키
- 시리즈 구성 : 우라하타 타츠히코
- 음악제작 : 델피사운드
- 음향제작 : 진난 스튜디오
- 애니메이션 제작 : Bee Train
- 제작 : 마벨라스 엔터테인먼트·에이벡스 엔터테인먼트

### 주제가
오프닝 테마〈빛이 내리는 곳(ヒカリサスホウ) (FK Metal ver.)〉
작곡·편곡·노래:BACK-ON 작사:TEEDA & KENJI03
※ BACK-ON의 2006년 11월 발매된 미니 앨범 NEW WORLD에 이곡의 오리지널 버전이 수록되어 있으나 애니메이션 오프닝에 사용된 FK Metal ver.은 현재 앨범화되어있지 않다.
엔딩 테마〈Naked Flower〉
노래:파쿠 로미

### 관련 상품
- MURDER PRINCESS ORIGINAL SOUNDTRACK (에이벡스 · AVCA-26256)
작품 중 사용된 음악 및 OP,ED곡의 Ani판 버전을 수록한 음반